# André Ludwig
Pour les articles homonymes, voir Ludwig.
André Ludwig, né le 6 juin 1912 à La Ferté-sous-Jouarre et mort le 7 janvier 2024 à Longué-Jumelles, est un supercentenaire français.

## Biographie
André Albert Ludwig est né à La Ferté-sous-Jouarre en Seine-et-Marne le 6 juin 1912. Il devient cadre commercial dans la vie active. Il est mobilisé en 1939 et est fait prisonnier de guerre en 1940. Envoyé en captivité en Pologne, il réussit à s'évader avant d'être repris à Berlin. Lors d'une seconde évasion, il réussit cette fois à rejoindre la France puis intègre la résistance parisienne.
En 1972, il s'installe avec sa femme dans le Maine-et-Loire.
Veuf à 99 ans, il réside à l'Ehpad de Longué à partir de 2016.

### Longévité
Le 28 décembre 2022, il devient le doyen des hommes français, et à partir du 22 février 2023 celui des hommes européens, jusqu'à sa mort le 7 janvier 2024 à Longué-Jumelles. Ce double record homologué serait en fait dépassé par Georges Thomas, dont l'existence est révélée à titre posthume et qui pourrait même être l'homme français ayant vécu le plus longtemps voire le vice-doyen masculin de l'Humanité. 